# In My Memory – Remixes
In My Memory - Remixes – album holenderskiego DJ-a Tiësto wydany 23 czerwca 2002 roku.

## Lista utworów
1. In My Memory - (Gabriel & Dresden Elephant Memory Vocal Remix) - 9:12
2. In My Memory - (Fade's Sanctuary Mix) - 8:50
3. In My Memory - (V-One Remix) - 8:10
4. Urban Train - (Cosmic Gate feat. Kirsty Hawkshaw Remix) - 7:44